# Eos cyanogenia
El lori alinegro (Eos cyanogenia) una especie de ave psitaciforme de la familia Psittaculidae endémica de Indonesia, más concretamente de las islas Schouten, aledañas a la costa noroeste de Nueva Guinea.
Mide 10 cm. Su plumaje es principalmente de un color rojo intenso, con el manto y las coberteras de las alas, la cola y los muslos negros. Además, tiene una amplia mancha violácea en las coberteras auriculares y alrededor de los ojos. Su pico es de color naranja.
Es una especie forestal, y habita sobre todo en los bosques a baja altura y costeros, aunque también en plantaciones de cocos. Es gregaria, y se han contabilizado bandos de hasta 40 y 60 individuos.
Su población se redujo mucho entre 1982 y 1995 y actualmente se estima entre 2.500 y 10 000 ejemplares. Sus principales amenazas son la pérdida de hábitat y su captura para ser vendidas como mascotas.